# Superliga 1982/83
Die Saison 1982/83 war die elfte Spielzeit der Superliga, der höchsten spanischen Eishockeyspielklasse. Meister wurde zum insgesamt sechsten Mal in der Vereinsgeschichte der CH Vizcaya Bilbao.  

## Hauptrunde

### Modus
In der Hauptrunde absolvierte jede der sechs Mannschaften insgesamt zehn Spiele. Die vier bestplatzierten Mannschaften qualifizierten sich für die Finalrunde, in der sie auf jeden Gegner in Hin- und Rückspiel trafen, wobei die Ergebnisse aus der Hauptrunde übernommen wurden. Meister wurde der Erstplatzierte der Finalrunde. Für einen Sieg erhielt jede Mannschaft zwei Punkte, bei einem Unentschieden gab es ein Punkt und bei einer Niederlage null Punkte.

### Tabelle
|    | Klub              | Sp | S | U | N  | Tore   | Punkte |
| -- | ----------------- | -- | - | - | -- | ------ | ------ |
| 1. | CH Jaca           | 10 | 9 | 0 | 1  | 96:50  | 18     |
| 2. | CH Vizcaya Bilbao | 10 | 8 | 1 | 1  | 130:32 | 17     |
| 3. | CG Puigcerdà      | 10 | 6 | 0 | 4  | 84:54  | 12     |
| 4. | CH Txuri Urdin    | 10 | 4 | 1 | 5  | 89:57  | 9      |
| 5. | CH Gel Barcelona  | 10 | 2 | 0 | 8  | 51:117 | 4      |
| 6. | CH Boadilla       | 10 | 0 | 0 | 10 | 29:169 | 0      |

Sp = Spiele, S = Siege, U = unentschieden, N = Niederlagen, OTS = Overtime-Siege, OTN = Overtime-Niederlage, SOS = Penalty-Siege, SON = Penalty-Niederlage

## Finalrunde
|    | Klub              | Sp | S  | U | N  | Tore    | Punkte |
| -- | ----------------- | -- | -- | - | -- | ------- | ------ |
| 1. | CH Vizcaya Bilbao | 16 | 13 | 1 | 2  | 183:52  | 27     |
| 2. | CH Jaca           | 16 | 13 | 1 | 2  | 165:88  | 25*    |
| 3. | CG Puigcerdà      | 16 | 7  | 1 | 8  | 112:97  | 15     |
| 4. | CH Txuri Urdin    | 16 | 5  | 1 | 10 | 112:117 | 11     |

Sp = Spiele, S = Siege, U = unentschieden, N = Niederlagen, OTS = Overtime-Siege, OTN = Overtime-Niederlage, SOS = Penalty-Siege, SON = Penalty-Niederlage
- (Der CH Jaca wurde mit dem Abzug von 2 Punkten bestraft)